# Ярославский областной комитет КПСС
Ярославский областной комитет КПСС — руководящий партийный орган областной организации Коммунистической партии Советского Союза, существовавший в Ярославской области (образованной 11 марта 1936 года на части территории Ивановской промышленной области) с 1936 по 1991 год. 
Комитет избирался областными конференциями КПСС. Занимался реализацией решений областных конференций, организацией и утверждением районных партийных организаций Московской области, выполнением решений ЦК партии. Располагался в областном центре — городе Ярославле.
Высшим должностным лицом областной организации КПСС являлся первый секретарь, избиравшийся на пленуме областного комитета КПСС из числа членов обкома, избранных на областной партконференции и по предложению секретариата Центрального Комитета КПСС.

## Первые секретари
- 1937—1937 — Вайнов, Антон Романович
- 1937—1938 — Зимин, Николай Николаевич
- 1938—1939 — Шахурин, Алексей Иванович
- 1939—1941 — Патоличев, Николай Семёнович
- 1941—1942 — Канунников, Михаил Яковлевич
- 1942—1946 — Ларионов, Алексей Николаевич
- 1946—1949 — Турко, Иосиф Михайлович
- 1949—1952 — Ситников, Георгий Семёнович
- 1952—1954 — Лукьянов, Владимир Васильевич
- 1954—1957 — Алфёров, Павел Никитович
- 1957—1961 — Баринов, Борис Агафонович
- 1961—1986 — Лощенков, Фёдор Иванович
- 1986—1990 — Толстоухов, Игорь Аркадьевич
- 1990—1991 — Калинин, Сергей Александрович

## Вторые секретари
- 1937—1937 — Нефёдов, Иван Андреевич
- 1937—1937 — Полумордвинов, Григорий Афанасьевич
- 1937—1938 — Органов, Николай Николаевич (и.о.)
- 1938—1938 — Саломахин, Павел Яковлевич
- 1938—1939 — Репин, Владимир Иванович
- 1940—1942 — Ларионов, Алексей Николаевич
- 1942—1943 — Егоров, Александр Николаевич
- в 1945 — Подшивалов, Иван Кузьмич
- в 1947 — Марков, Владимир Михайлович

- 1952—1955 — Нечипоренко, Всеволод Филиппович

- 1957—1961 — Орлов, Михаил Леонидович
- 1961—1963 — Клименко, Иван Ефимович

- 1966—1971 — Морозов, Николай Петрович

- 1974—1979 — Попов, Владимир Иванович
- 1979—1985 — Горулёв, Владимир Фёдорович
- 1985—1986 — Толстоухов, Игорь Аркадьевич

- 1988—1990 — Дорофеев, Владимир Михайлович
- 1990—1991 — Шевелин, Юрий Иванович